# New Romney
New Romney este un oraș în comitatul Kent, regiunea East, Anglia. Orașul se află în districtul Shepway.